# Legertros
Met legertros (ook: legertrein of bagaadje) wordt een verouderde uitdrukking bedoeld voor de stoet van paarden, voertuigen en bijbehorend personeel die achter het leger aan kwam om het leger te bevoorraden. Oorspronkelijk betrof het slechts de bagage.
In ruimere zin betreft het alle personen, paarden en voertuigen die niet bij het gevecht betrokken zijn en dienen ter bevoorrading van de troepen. In engere zin omvat het slechts die personen en voertuigen die niet strikt militaire goederen, zoals munitie, vervoeren. Dan gaat het om voeding, kleding en dergelijke.
Het woord stamt van het Frans trousse (bundel), later in het laat-middelhoogduits als troẞ, en via de Duitse landen ook in het Nederlands taalgebied terechtgekomen.